# Улица Фурманова (Рязань)
Улица Фурманова (Монастырская) — улица в историческом центре Рязани. Начинается от улицы Вознесенской (Либкнехта), заканчивается пересечением с улицей Свободы. Одна из самых коротких улиц города, её длина 360 м.

## История
Улица возникла в XVIII веке в связи с утверждением Екатериной II регулярного плана города. Название Монастырская получила по располагавшемуся на ней Казанскому женскому монастырю. В 1918 году монастырь был закрыт, в его стенах появился один из первых в Советской России концлагерей для «классовых врагов». В 1928 году улица была переименована в честь писателя Дмитрия Фурманова. До 2010-х годов улица представляла собой уголок малоэтажной застройки, за исключением двух 9-этажных домов, построенных в середине 80-х годов. После 2013 года началось расселение старых домов, к 2018 году по нечетной стороне расселены и ожидают сноса почти все здания.

## Здания

### По четной стороне

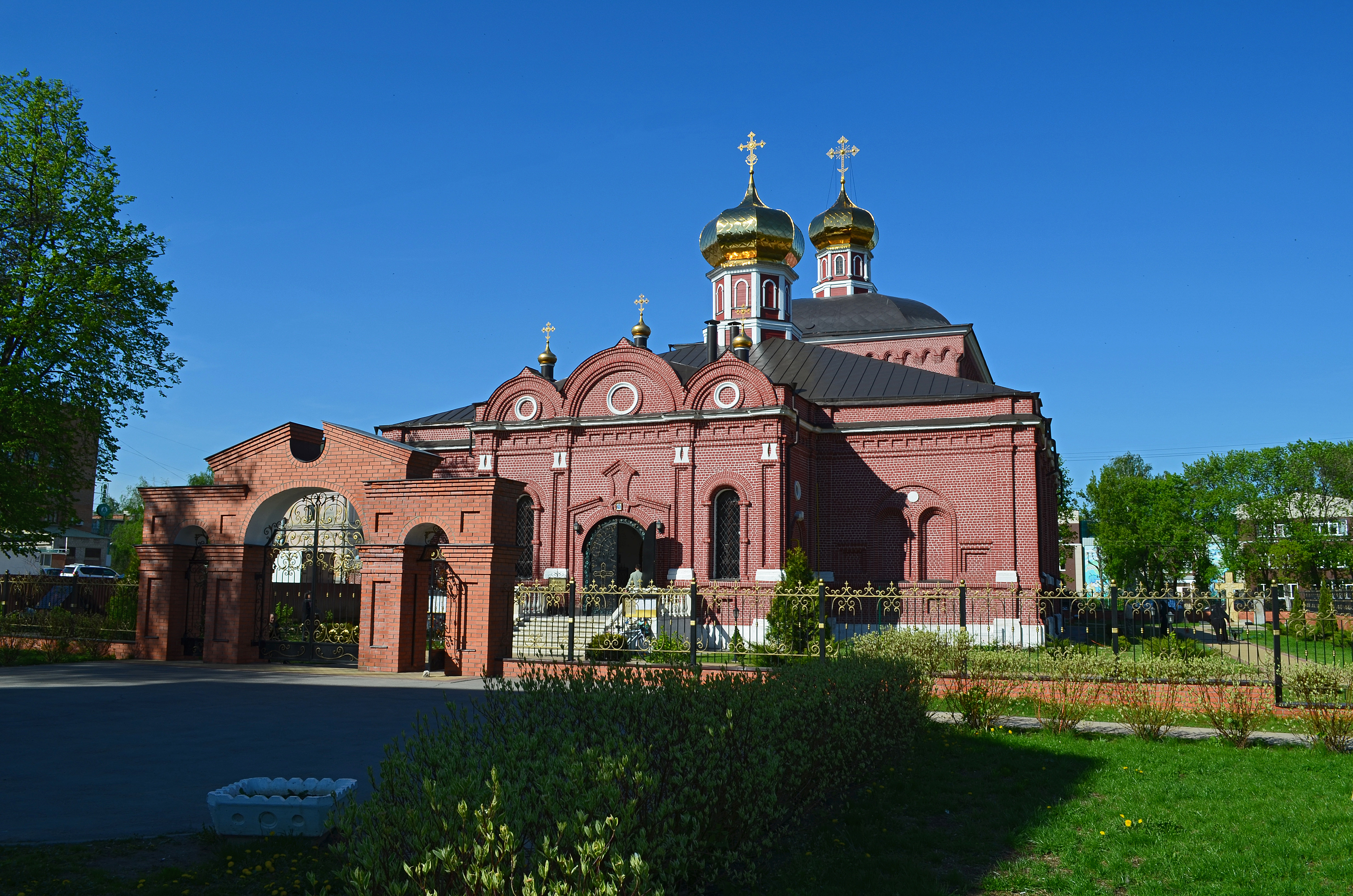
Храм Казанской Божией Матери.

Дом № 2 — двухэтажный жилой дом. Построен в конце XIX века, в начале 1990-х годов капитально отремонтирован
Дом № 40 — двухэтажный жилой дом. Расселен, здание передано Казанскому монастырю
Дом № 56 — храм Казанской Божией Матери
Дом № 58 — жилой дом, перестроенный из колокольни Казанского монастыря
Дом № 64 — Епархиальное женское духовное училище
Дом № 60 — здание бывшей швейной фабрики.

### По нечетной стороне
Дом № 1 — двухэтажный дом, бывшее общежитие швейной фабрики. Расселен, готовится к сносу.
Дом № 3 — двухэтажный деревянный дом постройки XIX века, украшенный резьбой. Расселен, снесен в декабре 2017 года.
Дом № 13 — двухэтажный деревянный дом барачного типа. Готовится к расселению.
Дом № 15 — жилой дом 1949 года постройки. Расселен, ожидает сноса.
Также на углу улицы Фурманова и Свободы находится дом Херасковых (ул. Свободы, д.7) — единственный деревянный дом в стиле ампир, сохранившийся в Рязани.

## Транспорт
Общественный транспорт по улице не проходит. В непосредственной близости расположена остановка «Площадь Свободы».